# Abu Muslim al-Khurasani
Pour les articles homonymes, voir Abu Muslim.
Abû Muslim Abd ar-Râhman ibn Muslim al-Khurâsânî ou Abû Muslim al-Khurâsânî, né à Balkh en 718 ou 719, mort en février 755, est un général abbasside, fils d'un zoroastrien persan, Khorassanien originaire de Mahan, petite bourgade située près de Merv. On le nomme parfois « fondateur de l'Empire abbasside ».

## Histoire

### Origines
Bien qu'on ait aucune certitude sur son vrai nom, les Abbassides lui attribuèrent celui de Behzadan. Il a grandi à Kufa, en Irak.
Abû Muslim fut un grand défenseur de la cause abbasside, il rencontra leur Imam Ibrahim ben Muhammad à La Mecque et devint plus tard un ami personnel d'`Abû al-`Abbas as-Saffah, le futur Calife.

### La chute des Omeyyades
Il fut envoyé à Merv par les Abbassides en 747, contre le gouverneur Nasr, qui avait tenté de s'allier à l'insurgé sogdien Harith Ibn Sarayi. Reçu avec enthousiasme, il bénéficia du soutien aussi bien des chiites que des kharidjites, mazdéens, mazdakites et même des chrétiens et juifs, fortunés et influents dans la région (l'un d'eux, Mahyar, fut tout dévoué à Abû Muslim).
C'est en janvier 748 qu'avec 10 000 hommes Abû Muslim marche finalement sur Merv, capitale du Khorassan, d'où il chasse Nasr. Le poursuivant, il met en déroute les deux armées que les Omeyyades avaient envoyé contre lui, obligeant le calife Marwan II à se réfugier en Égypte.

### Sa mort
Al-Mansûr haïssait Abû Muslim en raison d'humiliations subies pendant le règne d'As-Saffah. Al-Mansûr et lui se querellèrent à propos de la garde du butin amassé lors d'une dernière campagne, victorieuse en Syrie, d'Abû Muslim. Ce dernier refusa d'obéir au calife et se dirigea vers le Khorasan en passant par Hulwân. Al-Mansûr finit par promettre que si Abû Muslim venait à sa rencontre, il ne lui serait fait aucun mal. Abû Muslim tomba dans le piège et se rendit auprès d'Al-Mansûr.
Au mois de février 755, quand Abû Muslim fut mis en confiance, Al-Mansûr l'invita et lui fit part de tous les griefs qu'il avait à son encontre l'appelant à cette occasion “Abû Mujrim” (Le père du crime). Sur un signal d'Al-Mansûr, cinq hommes armés, tuèrent Abû Muslim à coups de sabre. Le cadavre d'Abû Muslim a été enroulé dans le tapis qui garnissait le sol, puis il fut jeté dans le Tigre.
Al-Mansûr demanda à l'un de ses lieutenants s'il pouvait lui dire combien d'hommes (étaient morts ?) du fait de cet “Abû Mujrim”, il lui fut répondu que c'était au moins 600 000.

### Les "Compagnons d'Abû Muslim"
Le terme "Compagnons d'Abû Muslim" désigne un certain nombre de révoltés souhaitant venger ce dernier, actifs de 755 à 783.
À peine Abû Muslim mort, son ancien ministre des finances Simbad de Nichapur tente de le venger. Celui-ci est arrêté à Hamadan en 755 après avoir guerroyé dans le nord de l'Iran. Le suivent Ishaq, qui s'était proclamé successeur de Zarathoustra (échec en 757) puis le mazdéen Oustad Sis, qui après s'être emparé de la plupart des villes aidé de 300 000 hommes, échoue en 767.
Le dernier révolté des insurrections des "Compagnons d'Abû Muslim" fut al-Muqanna, actif de 776 à 783. Pour lui, l'esprit de Dieu s'est incarné dans tous les prophètes, les deux derniers étant Abû Muslim et lui-même. Déclarant meurtres et pillages légitimes du moment qu'ils visent les musulmans, il rencontre de grands succès en 782 et 783, date où il meurt acculé dans les montagnes près de Chahr-i Sebz.